# Palacio consistorial del IV Distrito de París
El ayuntamiento de la 4 distrito de París es el edificio que albergaba los servicios municipales de la 4 distrito de París, Francia. Se encuentra en la Place Baudoyer.

## Historia
Fue diseñado por el arquitecto Antoine-Nicolas Bailly y se completó en 1868.
El 11 de julio de 2020 se creó el sector Centro de París, que reúne a los cuatro distritos centrales de París. De acuerdo con los resultados de una votación de los ciudadanos, se convirtió en la sede de los servicios municipales del distrito, y en septiembre de 2021 se convirtió en la Académie du Climat.